# UEFA-Pokal 1993/94
Der UEFA-Pokal 1993/94 war die 23. Auflage des Wettbewerbs und wurde von Inter Mailand im Finale gegen SV Casino Salzburg gewonnen. Für Inter war es der zweite Titel nach 1990/91.

## 1. Runde
|                      | Gesamt    |                     | Hinspiel | Rückspiel |
| -------------------- | --------- | ------------------- | -------- | --------- |
| Bohemians Dublin     | 0:6       | Girondins Bordeaux  | 0:1      | 0:5       |
| Aalborg BK           | 1:5       | Deportivo La Coruña | 1:0      | 0:5       |
| Heart of Midlothian  | 2:4       | Atlético Madrid     | 2:1      | 0:3       |
| Union Luxemburg      | 0:5       | Boavista Porto      | 0:1      | 0:4       |
| Karlsruher SC        | 2:1       | PSV Eindhoven       | 2:1      | 0:0       |
| FK Dynamo Moskau     | 2:7       | Eintracht Frankfurt | 0:6      | 2:1       |
| Crusaders FC         | 0:4       | Servette Genf       | 0:0      | 0:4       |
| FK Dnipro            | 4:2       | FC Admira/Wacker    | 1:0      | 3:2       |
| SV Casino Salzburg   | 4:0       | DAC Dunajská Streda | 2:0      | 2:0       |
| Royal Antwerpen      | 4:2       | Marítimo Funchal    | 2:0      | 2:2       |
| Váci FC              | 2:4       | Apollon Limassol    | 2:0      | 0:4 n. V. |
| Kuusysi Lahti        | 6:1       | KSV Waregem         | 4:0      | 2:1       |
| BSC Young Boys       | 0:1       | Celtic Glasgow      | 0:0      | 0:1 n. V. |
| IFK Norrköping       | 1:2       | KV Mechelen         | 0:1      | 1:1 n. V. |
| Brøndby IF           | (a)3:3(a) | Dundee United       | 2:0      | 1:3 n. V. |
| Borussia Dortmund    | 1:0       | Spartak Wladikawkas | 0:0      | 1:0       |
| Juventus Turin       | 4:0       | Lokomotive Moskau   | 3:0      | 1:0       |
| Trabzonspor          | 6:2       | FC Valletta         | 3:1      | 3:1       |
| FC Twente Enschede   | 3:7       | FC Bayern München   | 3:4      | 0:3       |
| Gloria Bistrița      | 0:2       | NK Maribor          | 0:0      | 0:2       |
| CD Teneriffa         | 3:2       | AJ Auxerre          | 2:2      | 1:0       |
| Kocaelispor          | 0:2       | Sporting Lissabon   | 0:0      | 0:2       |
| Inter Mailand        | 5:1       | Rapid Bukarest      | 3:1      | 2:0       |
| Botew Plowdiw        | 3:8       | Olympiakos Piräus   | 2:3      | 1:5       |
| Lazio Rom            | 4:0       | Lokomotive Plowdiw  | 2:0      | 2:0       |
| Östers IF            | 2:7       | Kongsvinger IL      | 1:3      | 1:4       |
| ŠK Slovan Bratislava | 1:2       | Aston Villa         | 0:0      | 1:2       |
| Slavia Prag          | 1:2       | OFI Kreta           | 1:1      | 0:1       |
| Norwich City         | 3:0       | Vitesse Arnheim     | 3:0      | 0:0       |
| KR Reykjavík         | 1:2       | MTK Budapest FC     | 1:2      | 0:0       |
| Dinamo Bukarest      | 3:4       | Cagliari Calcio     | 3:2      | 0:2       |
| FC Nantes            | 2:4       | FC Valencia         | 1:1      | 1:3 n. V. |

## 2. Runde
|                     | Gesamt    |                   | Hinspiel | Rückspiel |
| ------------------- | --------- | ----------------- | -------- | --------- |
| Atlético Madrid     | 1:2       | OFI Kreta         | 1:0      | 0:2       |
| SV Casino Salzburg  | 2:0       | Royal Antwerpen   | 1:0      | 1:0       |
| Kuusysi Lahti       | 2:7       | Brøndby IF        | 1:4      | 1:3       |
| Deportivo La Coruña | 2:1       | Aston Villa       | 1:1      | 1:0       |
| FC Bayern München   | 2:3       | Norwich City      | 1:2      | 1:1       |
| Girondins Bordeaux  | 3:1       | Servette Genf     | 2:1      | 1:0       |
| Eintracht Frankfurt | 2:1       | FK Dnipro         | 2:0      | 0:1       |
| CD Teneriffa        | (a)5:5(a) | Olympiakos Piräus | 2:1      | 3:4       |
| KV Mechelen         | 6:1       | MTK Budapest FC   | 5:0      | 1:1       |
| FC Valencia         | 3:8       | Karlsruher SC     | 3:1      | 0:7       |
| Kongsvinger IL      | 1:3       | Juventus Turin    | 1:1      | 0:2       |
| NK Maribor          | 1:2       | Borussia Dortmund | 0:0      | 1:2       |
| Inter Mailand       | 4:3       | Apollon Limassol  | 1:0      | 3:3       |
| Celtic Glasgow      | 1:2       | Sporting Lissabon | 1:0      | 0:2       |
| Trabzonspor         | (a)1:1(a) | Cagliari Calcio   | 1:1      | 0:0       |
| Lazio Rom           | 1:2       | Boavista Porto    | 1:0      | 0:2       |

## 3. Runde
|                     | Gesamt |                     | Hinspiel | Rückspiel |
| ------------------- | ------ | ------------------- | -------- | --------- |
| Eintracht Frankfurt | 2:0    | Deportivo La Coruña | 1:0      | 1:0       |
| Girondins Bordeaux  | 1:3    | Karlsruher SC       | 1:0      | 0:3       |
| OFI Kreta           | 1:6    | Boavista Porto      | 1:4      | 0:2       |
| Sporting Lissabon   | 2:3    | SV Casino Salzburg  | 2:0      | 0:3 n. V. |
| Norwich City        | 0:2    | Inter Mailand       | 0:1      | 0:1       |
| Juventus Turin      | 4:2    | CD Teneriffa        | 3:0      | 1:2       |
| Brøndby IF          | 1:2    | Borussia Dortmund   | 1:1      | 0:1       |
| KV Mechelen         | 1:5    | Cagliari Calcio     | 1:3      | 0:2       |

## Viertelfinale
|                    | Gesamt          |                     | Hinspiel | Rückspiel |
| ------------------ | --------------- | ------------------- | -------- | --------- |
| Cagliari Calcio    | 3:1             | Juventus Turin      | 1:0      | 2:1       |
| Borussia Dortmund  | 3:4             | Inter Mailand       | 1:3      | 2:1       |
| Boavista Porto     | 1:2             | Karlsruher SC       | 1:1      | 0:1       |
| SV Casino Salzburg | 1:1 (5:4 i. E.) | Eintracht Frankfurt | (1)1:0 1 | 0:1 n. V. |

## Halbfinale
|                    | Gesamt    |               | Hinspiel | Rückspiel |
| ------------------ | --------- | ------------- | -------- | --------- |
| SV Casino Salzburg | (a)1:1(a) | Karlsruher SC | (2)0:0 2 | 1:1       |
| Cagliari Calcio    | 3:5       | Inter Mailand | 3:2      | 0:3       |

## Finale

### Hinspiel
| SV Casino Salzburg                             | SV Casino Salzburg | Inter Mailand | Inter Mailand | Aufstellung                                        |
| ---------------------------------------------- | --- | --- | ------------- | -------------------------------------------------- |
| SV Casino Salzburg                             | \| 26. April 1994 in Wien (Ernst-Happel-Stadion) \| \| Ergebnis: 0:1 (0:1) \| \| Zuschauer: 47.500 \| \| Schiedsrichter: Kim Milton Nielsen ( Dänemark) \| | \| 26. April 1994 in Wien (Ernst-Happel-Stadion) \| \| Ergebnis: 0:1 (0:1) \| \| Zuschauer: 47.500 \| \| Schiedsrichter: Kim Milton Nielsen ( Dänemark) \| | Inter Mailand | Aufstellung SV Casino Salzburg gegen Inter Mailand |
| SV Casino Salzburg                             | Otto Konrad – Leopold Lainer, Heribert Weber , Thomas Winklhofer (61. Michael Steiner), Christian Fürstaller, Franz Aigner, Martin Amerhauser (46. Damir Mužek), Peter Artner, Marquinho, Heimo Pfeifenberger, Hermann Stadler Cheftrainer: Otto Barić ( Kroatien) | Walter Zenga – Alessandro Bianchi, Giuseppe Bergomi , Sergio Battistini, Antonio Paganin, Angelo Orlando – Antonio Manicone, Wim Jonk, Nicola Berti – Dennis Bergkamp (89. Francesco Dell’Anno), Rubén Sosa (75. Riccardo Ferri) Cheftrainer: Giampiero Marini | Inter Mailand | Aufstellung SV Casino Salzburg gegen Inter Mailand |
| SV Casino Salzburg                             | 0:1 Nicola Berti (35.) | | Inter Mailand | Aufstellung SV Casino Salzburg gegen Inter Mailand |
| SV Casino Salzburg                             | Heimo Pfeifenberger, Hermann Stadler | Alessandro Bianchi, Wim Jonk | Inter Mailand | Aufstellung SV Casino Salzburg gegen Inter Mailand |
| 26. April 1994 in Wien (Ernst-Happel-Stadion)  | | |               |                                                    |
| Ergebnis: 0:1 (0:1)                            | | |               |                                                    |
| Zuschauer: 47.500                              | | |               |                                                    |
| Schiedsrichter: Kim Milton Nielsen ( Dänemark) | | |               |                                                    |

### Rückspiel
| Inter Mailand                                     | Inter Mailand | SV Casino Salzburg | SV Casino Salzburg | Aufstellung                                        |
| ------------------------------------------------- | --- | --- | ------------------ | -------------------------------------------------- |
| Inter Mailand                                     | \| 11. Mai 1994 in Mailand (Giuseppe-Meazza-Stadion) \| \| Ergebnis: 1:0 (0:0) \| \| Zuschauer: 80.326 \| \| Schiedsrichter: Jim McCluskey ( Schottland) \|                                                                                           | \| 11. Mai 1994 in Mailand (Giuseppe-Meazza-Stadion) \| \| Ergebnis: 1:0 (0:0) \| \| Zuschauer: 80.326 \| \| Schiedsrichter: Jim McCluskey ( Schottland) \| | SV Casino Salzburg | Aufstellung Inter Mailand gegen SV Casino Salzburg |
| Inter Mailand                                     | Walter Zenga – Antonio Paganin, Davide Fontolan (67. Riccardo Ferri), Wim Jonk, Giuseppe Bergomi , Sergio Battistini, Angelo Orlando, Antonio Manicone, Nicola Berti, Dennis Bergkamp (89. Massimo Paganin), Rubén Sosa Cheftrainer: Giampiero Marini | Otto Konrad – Leopold Lainer, Heribert Weber , Thomas Winklhofer (67. Martin Amerhauser), Christian Fürstaller, Franz Aigner, Nikola Jurčević, Peter Artner (73. Michael Steiner), Marquinho, Wolfgang Feiersinger, Adi Hütter Cheftrainer: Otto Barić ( Kroatien) | SV Casino Salzburg | Aufstellung Inter Mailand gegen SV Casino Salzburg |
| Inter Mailand                                     | 1:0 Wim Jonk (62.) | | SV Casino Salzburg | Aufstellung Inter Mailand gegen SV Casino Salzburg |
| Inter Mailand                                     | Angelo Orlando, Davide Fontolan | Michael Steiner, Heribert Weber | SV Casino Salzburg | Aufstellung Inter Mailand gegen SV Casino Salzburg |
| 11. Mai 1994 in Mailand (Giuseppe-Meazza-Stadion) | | |                    |                                                    |
| Ergebnis: 1:0 (0:0)                               | | |                    |                                                    |
| Zuschauer: 80.326                                 | | |                    |                                                    |
| Schiedsrichter: Jim McCluskey ( Schottland)       | | |                    |                                                    |

## Beste Torschützen
| Rang | Spieler                  | Klub              | Tore |
| ---- | ------------------------ | ----------------- | ---- |
| 1    | Dennis Bergkamp          | Inter Mailand     | 8    |
|      | Edgar Schmitt            | Karlsruher SC     | 8    |
| 3    | Bent Christensen Arensøe | Olympiakos Piräus | 6    |
| 4    | Geir Frigård             | Kongsvinger IL    | 5    |
|      | Artur Oliveira           | Boavista Porto    | 5    |
|      | Richard Daddy Owubokiri  | Boavista Porto    | 5    |
|      | Wim Jonk                 | Inter Mailand     | 5    |

## Eingesetzte Spieler Inter Mailand
| Inter Mailand | |
| Inter Mailand | - Tor: Walter Zenga (12/-) - Abwehr: Giuseppe Bergomi (12/-); Sergio Battistini (10/1); Massimo Paganin (9/-); Antonio Paganin (8/-); Riccardo Ferri (7/-); Gianluca Festa (1/-); - Mittelfeld: Angelo Orlando (11/-); Wim Jonk (9/5); Davide Fontolan (9/2); Antonio Manicone (9/1); Francisco Dell’Anno (7/-); Igor Schalimow (6/2); Alessandro Bianchi (5/-); Nicola Berti (4/2); Paolo Tramezzani (3/-) - Sturm: Dennis Bergkamp (11/8); Rubén Sosa (10/1); Salvatore Schillaci (3/-) - Trainer: Giampiero Marini |